# Armed Forces
Armed Forces è il terzo album in studio di Elvis Costello, pubblicato nel 1979; fu il suo secondo con il gruppo The Attractions (ma il primo in cui tale gruppo viene accreditato).

## Storia
L'album è stato pubblicato nel Regno Unito dalla Radar Records e negli Stati Uniti dalla Columbia Records nel 1979.
La versione originale comprendeva anche un singolo promozionale con tre tracce live intitolato Live at Hollywood High, registrato il 4 giugno 1978.

## Tracce
Testi e musiche di Elvis Costello.
1. Accidents Will Happen – 3:00
2. Senior Service – 2:17
3. Oliver's Army – 2:58
4. Big Boys – 2:54
5. Green Shirt – 2:42
6. Party Girl – 3:20
7. Goon Squad – 3:14
8. Busy Bodies – 3:33
9. Sunday's Best – 3:22
10. Moods for Moderns – 2:48
11. Chemistry Class – 2:55
12. Two Little Hitlers – 3:18

## Formazione
- Elvis Costello - voce, chitarra
- Steve Nieve - piano, organo, synth
- Bruce Thomas - basso
- Pete Thomas - batteria

## Classifiche
- Official Albums Chart (Regno Unito) - #2[4]
- Billboard 200 (Stati Uniti) - #10[5]
- Australia - #9
- Canada - #8

## Certificazioni
- RIAA (Stati Uniti) - disco d'oro (oltre 500 000 copie)[6]
- British Phonographic Industry (Regno Unito) - disco di platino (oltre 300 000 copie)[7]
- Music Canada (Canada) - disco di platino (oltre 100.000)[8]